# Abeelvouwmot
De abeelvouwmot (Phyllonorycter comparella) is een vlinder uit de familie mineermotten (Gracillariidae). De wetenschappelijke naam is voor het eerst geldig gepubliceerd in 1843 door Duponchel.

## Kenmerken
De motten van Phyllonorycter Comparella zijn kleine vlinders. Ze hebben een lichaamslengte van 2,5 tot 3 mm en een spanwijdte van ongeveer 8 mm. De voorvleugels van de motten hebben een witte basiskleur en zijn gedessineerd met grijsbruine spikkels en vlekken.

## Voorkomen
Phyllonorycter Comparella is wijdverbreid in Europa. Hun voorkomen varieert van het Iberisch schiereiland en Sicilië tot de Baltische staten en Finland, evenals tot Bulgarije. Daarnaast is de soort vertegenwoordigd in Groot-Brittannië, in het Europese deel van Rusland en in het Midden-Oosten.

## Levenswijze
De soort vormt twee generaties per jaar. De motten van de zomergeneratie worden meestal in augustus waargenomen, die van de overwinterende herfstgeneratie vanaf oktober. Waardplanten van de mottensoorten zijn de Grauwe abeel (Populus × canescens) en de Witte abeel (Populus alba), meer zelden de zwarte populier (Populus nigra). De rupsen ontwikkelen zich in een veelal ovale blaasmijn aan de onderzijde van de bladeren van hun waardplanten. De mijnen veroorzaken geen uitgesproken golving van de bladeren. De bovenzijde van het blad is echter bleek gespikkeld in het gebied blaasmijn. Ten slotte verpopt de rups zich in een cocon.

## Foto's

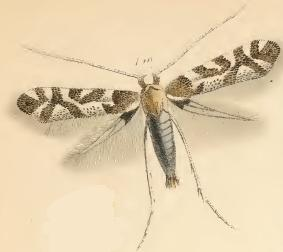
Illustration
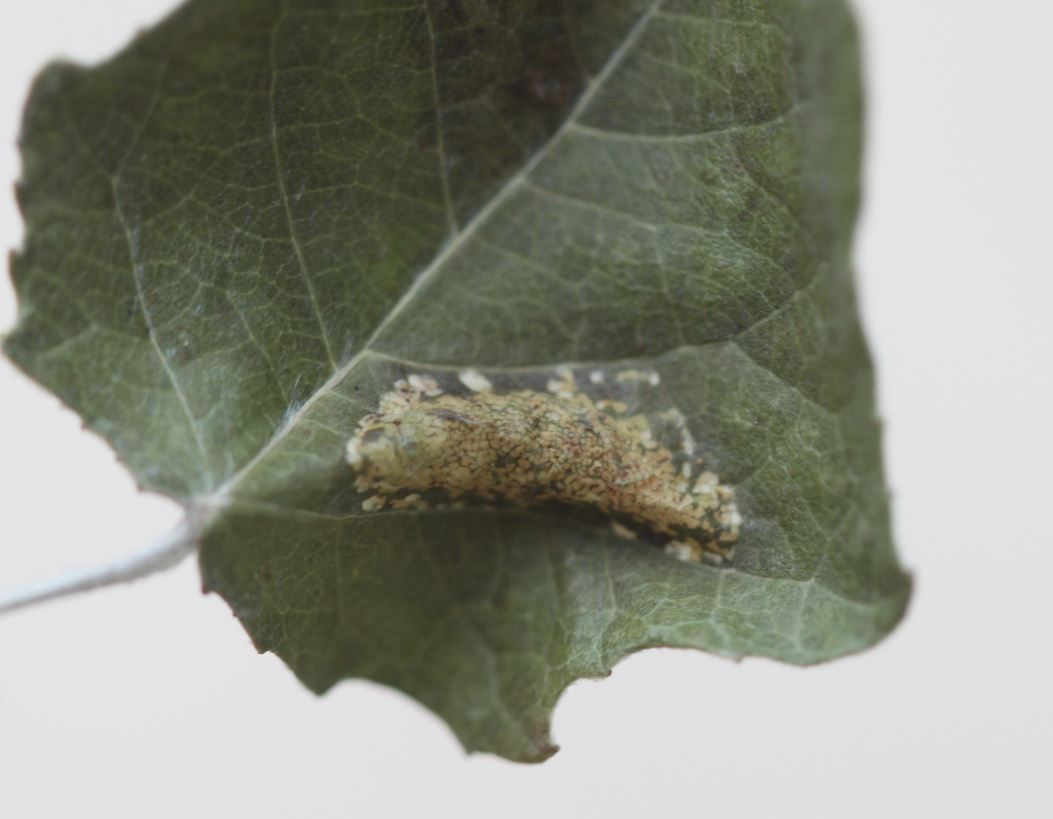
Bovenkant bladmet blaasmijn
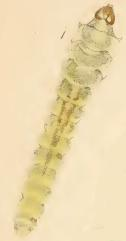
Rups
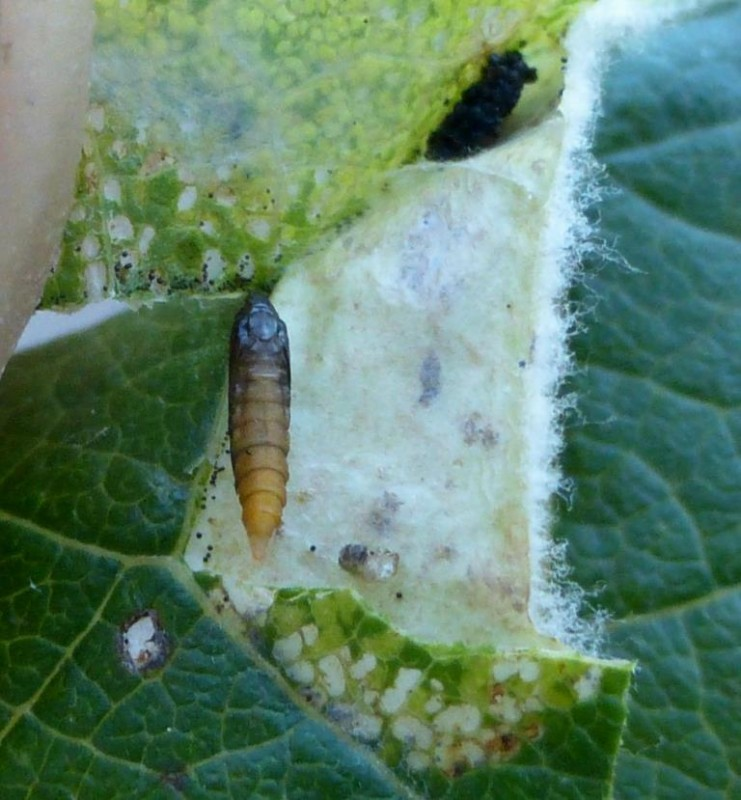
Pop